# کارول مایرز
کارول مایرز (انگلیسی: Carol Meyers؛ زادهٔ ۱۹۴۲ (۸۲–۸۳ سال)) استاد، دین‌شناسی، باستان‌شناسی اهل ایالات متحده آمریکا است. او استاد بازنشسته مطالعات دینی مری گریس ویلسون در دانشگاه دوک است. زمینه تحقیقات مایرز بر مطالعات کتاب مقدس، باستان‌شناسی در خاورمیانه، و مطالعه زنان در جهان کتاب مقدس (زن در یهودیت) متمرکز است.
== منابع ==،
- مشارکت‌کنندگان ویکی‌پدیا. «Carol Meyers». در دانشنامهٔ ویکی‌پدیای انگلیسی، بازبینی‌شده در ۲۵ نوامبر ۲۰۲۳.